# Alberto Noguera
Alberto Noguera Ripoll (n. 24 septembrie 1989, Madrid) este un jucător de fotbal spaniol care joacă pentru Atlético Madrid. A debutat la prima echipă pe 24 aprilie 2011 în La Liga contra lui UD Levante, meciul terminându-se cu scorul de 4-1 în favoarea madrilenilor.
1. ↑  Alberto Noguera, Transfermarkt, accesat în 9 octombrie 2017